# Lidové milice
Lidové milice (LM, slovensky Ľudové milície, ĽM) byly dělnické bojové jednotky, o jejichž vzniku rozhodl Ústřední výbor Komunistické strany Československa dne 21. února 1948 při přípravě komunistického převratu v Československu. Vznik Lidových milicí byl protizákonný, nebyl právně upraven. Pojem „Lidové milice“ byl poprvé užit v březnu 1948, ale nejméně do poloviny roku 1948 pokračovalo i používání názvů „Závodní
milice“ (resp. „Závodní stráže“) nebo „Dělnické milice“. Dobové názvosloví je v této počáteční fázi rozkolísané. Označení Dělnické milice použil v projevu 28. 2. 1948 i Klement Gottwald a převzalo ho Rudé právo. Lidové milice existovaly po celou dobu komunistického režimu v Československu, rozpuštěny byly 21. prosince 1989 v průběhu Sametové revoluce.
Lidové milice byly nazývány také „ozbrojená pěst dělnické třídy“.

## Historie

### Formování a 50. léta

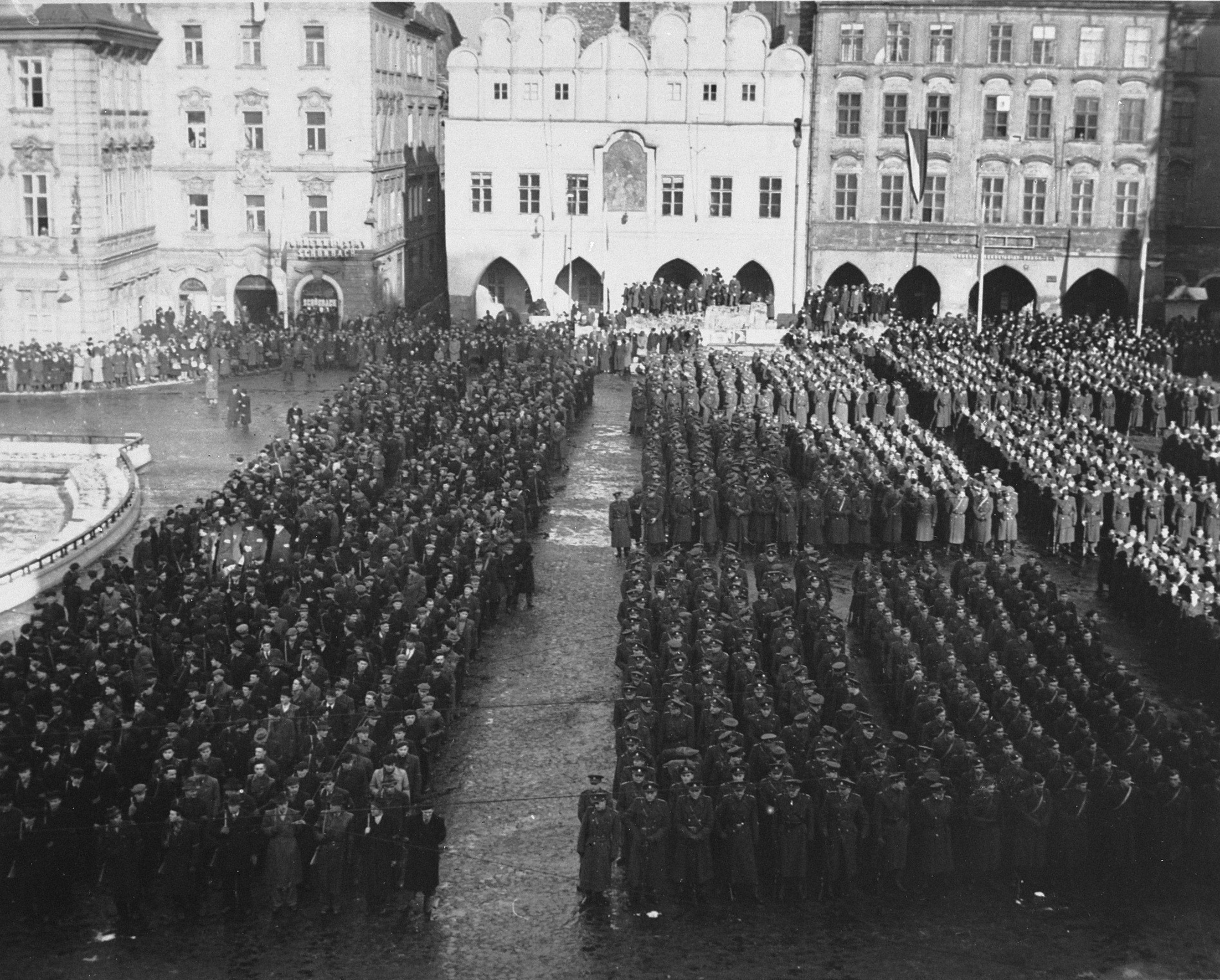
Přehlídka Lidových milic a policie na Staroměstském náměstí, 26. února 1948

Již v roce 1938 Komunistická strana Československa, s povolením ministerstva vnitra (jež však bylo po pouhých třech měsících, tj. po rozpadu první republiky, opět zrušeno), krátce zřizovala improvizovaný ozbrojený sbor, tzv. Dělnickou stráž, působící zejména v pohraničí, na obranu antifašistických a komunistických akcí. Dalším předchůdcem LM pak byly Závodní milice zřizované v červnu roku 1945 na ochranu průmyslových podniků během poválečného chaosu; ty byly v roce 1946 přejmenovány na Závodní stráže a spadaly pod Ústřední radu odborů, na základě vyhlášky ministerstva vnitra. Souběžně s existencí Závodních stráží byly již bez jakéhokoli právního podkladu během února roku 1948 zformovány komunistickou stranou přímo ovládané Dělnické milice, záhy přejmenované na Lidové milice, a posloužily zejména k zastrašování politických protivníků, jak během převratu, tak po celou dobu komunistické vlády. Pro jejich členy (většinou dělníky) byla pořádána vojenská cvičení, na kterých se učili zacházet se zbraněmi. Jednotky podléhaly přímo vedení KSČ, vrchním velitelem byl generální tajemník strany.
Dne 23. února nechal ministr vnitra Václav Nosek přivézt do Prahy z brněnské Zbrojovky 10 000 pušek a 2000 samopalů. Zatím ještě neozbrojení milicionáři posilovali hlídkovou službu s příslušníky SNB. V dopoledních hodinách 25. února 1948 obdržely LM 6000 pušek a ke každé po deseti nábojích. Milicionáři tak byli vyzbrojeni a připraveni zasáhnout v případě potřeby KSČ demonstrovat svoji sílu. V Praze bylo ozbrojeno 6550 dělníků, na celém území republiky bylo v oddílech Lidových milicí asi osmnáct tisíc mužů.
V obdobích nepokojů byly milice nasazovány společně s policií a vojskem proti demonstrantům a jiným „protisocialistickým živlům“. Počínaje rokem 1950 se z nejspolehlivějších závodních jednotek vytvářely tzv. úderné oddíly předurčené k součinnosti s jednotkami SNB při likvidaci tzv. protistátních živlů.
V roce 1958 – deset let od převzetí moci komunisty – nastoupilo 5000 milicionářů k přehlídce na Letné při oslavách tzv. Vítězného února.

### Období 1968–1988

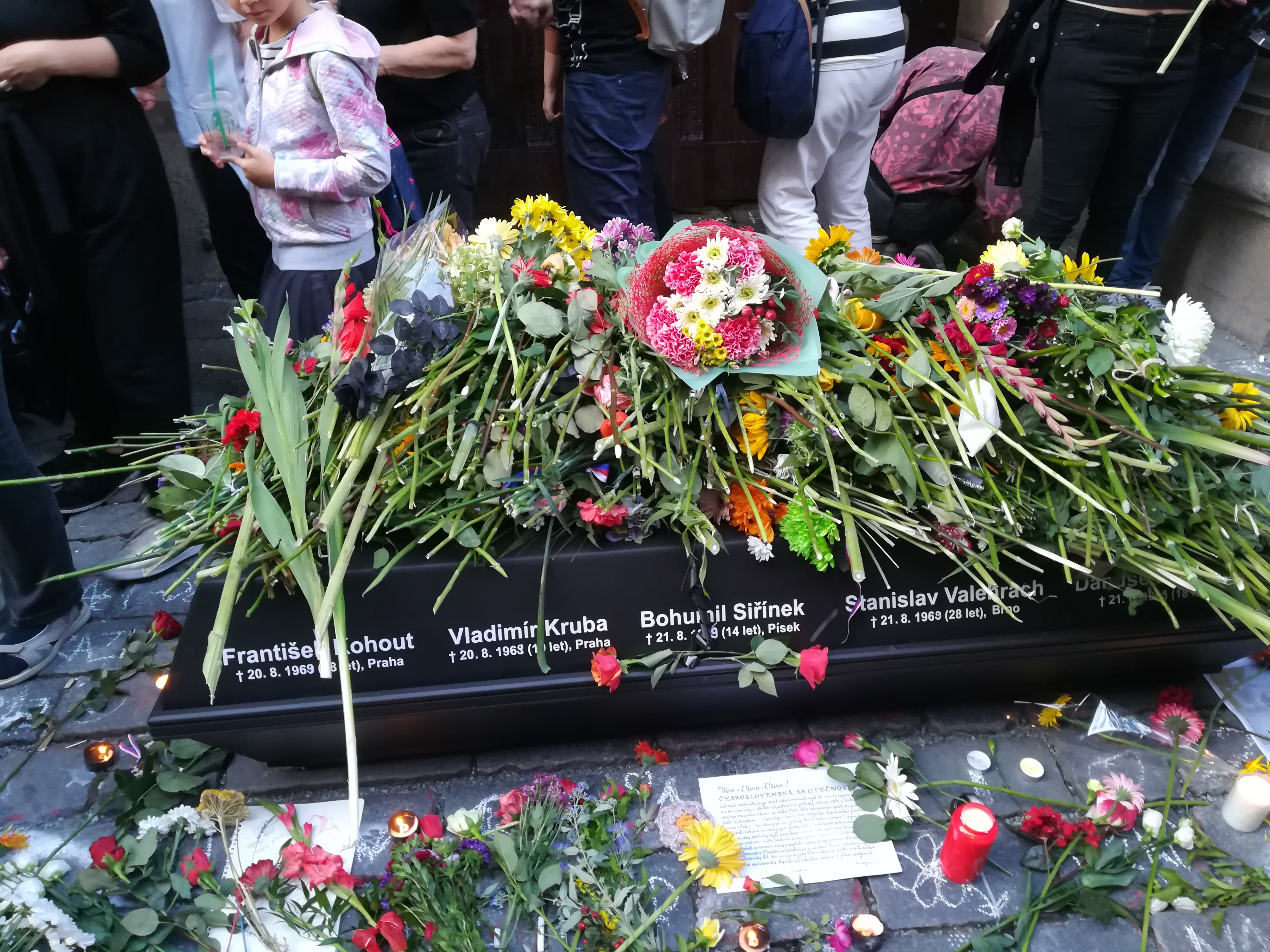
Symbolická rakev se jmény pěti obětí usmrcených pořádkovými silami 20. srpna 1969 a 21. srpna 1969 při potlačování demonstrací v Praze a Brně

Důležitou roli sehrály LM kromě roku 1948 také v období normalizace po okupaci Československa v srpnu 1968.
Srpnové protestní akce od 16. do 22. srpna 1969 se staly největším spontánním projevem odporu československé veřejnosti proti státní moci před rokem 1989. Proti demonstrantům bylo celkem nasazeno kromě jednotek VB, oddílů ministerstva vnitra a vojáků i na 27 000 příslušníků Lidových milicí. V Praze dne 20. srpna za Prašnou bránou začali milicionáři střílet z nákladního automobilu do davu a v něm zahynuli dva lidé – František Kohout a Vladimír Kruba. V Praze bylo 21. srpna celkem 15 postřelených a na Tylově náměstí byl zraněn i čtrnáctiletý Bohumil Siřínek, který o tři dny později v nemocnici svým zraněním podlehl. V Brně bylo osm postřelených a dva mrtví – Dana Muzikářová a Stanislav Valehrach.
Vyšetřování VB však nikdy neprokázala konkrétní viníky a nikdo nebyl postaven před soud.

### Rok 1989
V lednu 1989 byly Lidové milice nasazeny při rozhánění demonstrací u příležitosti výročí úmrtí Jana Palacha (tzv. Palachův týden). Dále zasahovaly při demonstracích dne 21. srpna 1989 a 28. října 1989. Pro udržení pořádku během studentské demonstrace 17. listopadu 1989, která odstartovala sametovou revoluci, se však s lidovými milicemi nepočítalo. Poté, co se demonstranti vydali na pochod do Prahy, komunistický funkcionář Miroslav Štěpán se snažil narychlo povolat některé jednotky k ochraně sídla ÚV KSČ. Ozbrojené jednotky Lidových milicí byly z jednotlivých krajů povolány do Prahy až 21. listopadu 1989, na základě rozhodnutí předsednictva ÚV KSČ z předešlého dne. V noci z 21. na 22. listopadu je však vrchní velitel Lidových milicí generální tajemník ÚV KSČ Miloš Jakeš odvolal. I navzdory tomu přicestovaly ráno 22. listopadu do Prahy asi čtyři tisíce milicionářů. Dne 21. prosince 1989, poté co se vedení KSČ neodvážilo použít již připravených milicí k potlačení listopadových událostí, KSČ na svém mimořádném sjezdu rozhodla LM rozpustit. V té době měly přibližně 80 000 příslušníků. Do skladů Československé lidové armády bylo v prosinci 1989 vráceno přibližně 70 000 samopalů Sa 58 (dnes nazývané útočná puška), 7000 kulometů, 20 000 pistolí a na 80 milionů kusů různé munice.

## Právní ukotvení

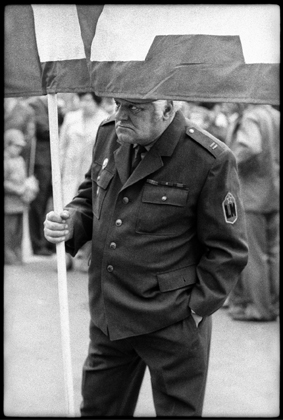
Příslušník lidových milicí, fotografie z roku 1975

Vznik Lidových milicí byl protizákonný, nebyl právně upraven. Jedna z mála právních norem zmiňující se o činnosti Lidových milicí byl zákon č. 40/1974 Sb., o Sboru národní bezpečnosti, podle něhož mohly být milice povolány k plnění úkolů SNB při udržování veřejného klidu, pořádku a bezpečnosti uvnitř státu. Další právní normy jsou například zákon 286/1948 Sb.,[ve zdroji nenalezeno] nařízení 209/1949 Sb., vyhláška 30/1971 Sb.
Zákon č. 40/1974 Sb., o Sboru národní bezpečnosti:
Povolávání jiných orgánů k plnění úkolů Sboru národní bezpečnosti

§ 51
- (2) Ministr vnitra Československé socialistické republiky může povolat k plnění úkolů Sboru národní bezpečnosti vojáky vojsk ministerstva vnitra; v mimořádných případech může k plnění úkolů při udržování veřejného klidu, pořádku a bezpečnosti uvnitř státu povolat v dohodě s ministrem národní obrany Československé socialistické republiky vojáky Československé lidové armády v činné službě, po předchozím souhlasu hlavního velitele Lidových milicí příslušníky Lidových milicí, po dohodě s ministrem spravedlnosti České socialistické republiky a ministrem spravedlnosti Slovenské socialistické republiky příslušníky Sborů nápravné výchovy a po dohodě s ministrem vnitra České socialistické republiky a ministrem vnitra Slovenské socialistické republiky příslušníky veřejných požárních útvarů.
- (3) Ministr vnitra České socialistické republiky a ministr vnitra Slovenské socialistické republiky mohou v mimořádných případech povolat k plnění úkolů Sboru národní bezpečnosti příslušníky veřejných požárních útvarů a po dohodě s ministrem spravedlnosti České socialistické republiky a ministrem spravedlnosti Slovenské socialistické republiky příslušníky Sborů nápravné výchovy.
- (4) Vojáci vojsk ministerstva vnitra, vojáci Československé lidové armády, příslušníci Lidových milicí, Sborů nápravné výchovy a veřejných požárních útvarů povolaní podle odstavců 2 a 3 mají při plnění bezpečnostních úkolů stejná práva a povinnosti jako příslušníci Sboru národní bezpečnosti, pokud příslušný ministr vnitra nerozhodne jinak.

§ 60 Povinnost mlčenlivosti
(2) Každý, koho útvary nebo příslušníci Sboru národní bezpečnosti požádají v mezích tohoto zákona o poskytnutí pomoci a tuto pomoc poskytne, je povinen, byl-li řádně poučen, zachovávat mlčenlivost o všem, co se v souvislosti s požadovanou nebo poskytnutou pomocí dověděl.

## Přísaha
Přísaha příslušníka Lidových milicí z roku 1953:
| „ | Já, příslušník Lidových milicí, přísahám na svou čest a svědomí, že budu vždy a za všech okolností chránit lidově demokratické zřízení a vymoženosti pracujícího lidu, zaručené ústavou 9. května. Přísahám, že budu důsledně plnit příkazy Komunistické strany Československa, lidově demokratické vlády a všech svých velitelů a že budu v každou dobu bdělým strážcem proti každému, kdo by se pokusil jakkoliv narušit naši cestu k socialismu. Přísahám, že svou obětavostí v práci a v boji proti nepřátelům pracujícího lidu, jakož i oddaností věci socialismu, budu vzorem všem ostatním občanům. Přísahám, že budu pečovat o vnitřní bezpečnost lidově demokratické republiky Československé, chránit socialistickou zákonnost, dodržovat pracovní disciplínu, střežit socialistické vlastnictví a jsem ochoten ke splnění tohoto úkolu přinést v oběť svou krev i svůj život, aby bylo dosaženo úplného vítězství nad nepřítelem. Poruším-li tuto svou přísahu, nechť mne za to stihne zasloužený trest zákona, obecná nenávist a opovržení pracujícího lidu. Tak přísahám! | “ |

Přísaha příslušníka Lidových milicí z let 1960–1962:
| „ | Já, příslušník Lidových milicí, přísahám na svou čest a svědomí, že budu vždy a za všech okolností chránit socialistické zřízení a vymoženosti pracujícího lidu zaručené socialistickou ústavou. Přísahám, že budu důsledně plnit příkazy Komunistické strany Československa, vlády Československé socialistické republiky a všech svých velitelů a že budu v každou dobu bdělým strážcem proti každému, kdo by se pokusil jakkoliv narušovat naše socialistické budování. Přísahám, že svou obětavostí v práci a v boji proti nepřátelům pracujícího lidu, jakož i oddaností věci socialismu, budu vzorem všem občanům. Přísahám, že budu pečovat o vnitřní bezpečnost Československé socialistické republiky, chránit socialistickou zákonnost, dodržovat pracovní disciplínu, střežit socialistické vlastnictví a jsem ochoten ke splnění tohoto úkolu přinést v oběť svou krev i svůj život, aby bylo dosaženo úplného vítězství nad nepřítelem. Poruším-li tuto svou přísahu, nechť mne za to stihne zasloužený trest zákona, obecná nenávist a opovržení pracujícího lidu. Tak přísahám! | “ |

Přísaha příslušníka Lidových milicí od roku 1962 do zrušení LM:
| „ | Já, příslušník Lidových milicí, přísahám, že budu vždy obětavě a věrně sloužit Komunistické straně Československa, dělnické třídě a své socialistické vlasti a upevňovat internacionální svazky se Sovětským svazem a ostatními socialistickými zeměmi. Budu s plnou odpovědností a svědomitostí zvyšovat svoji politickou a bojovou připravenost a uvědoměle plnit usnesení stranických orgánů, rozkazy nadřízených a všechny úkoly vyplývající z příslušnosti k Lidovým milicím. Jsem připraven chránit se zbraní v ruce zájmy strany, revoluční vymoženosti dělnické třídy a socialistický stát před vnitřním i vnějším nepřítelem a v případě potřeby nebudu váhat při jejich obraně položit i svůj život. Tak přísahám. | “ |

## Funkce a označení
U milic se na rozdíl od ostatních ozbrojených sborů nepoužívalo hodnostní označení, nýbrž funkční. Označení se vázalo na výkon určité funkce a pokud přestal příslušník LM z jakéhokoli důvodu funkci vykonávat, označení mu bylo odebráno. Jednalo se celkem o rozlišení 22 funkcí různých stupňů. Vedle níže uvedených označení na uniformách pak příslušníci Lidových milic povolaní k plnění úkolů Sboru národní bezpečnosti nosili rudou pásku 10 cm širokou, na které byla vytištěna černě písmena LM o výšce 60 mm a šířce 15 mm. Na pásce byl dále otisk kulatého razítka příslušného krajského velitele Lidových milic.
| Název česky                        | Název slovensky                      | Označení | Poznámka                                 |
| ---------------------------------- | ------------------------------------ | -------- | ---------------------------------------- |
| Milicionář                         | Milicionár                           |          |                                          |
| Velitel družstva                   | Veliteľ družstva                     |          |                                          |
| Zástupce velitele čety             | Zástupca veliteľa čaty               |          |                                          |
| Velitel čety                       | Veliteľ čaty                         |          |                                          |
| Staršina roty                      | Staršina roty                        |          |                                          |
| Zástupce velitele roty             | Zástupca veliteľa roty               |          |                                          |
| Velitel roty                       | Veliteľ roty                         |          |                                          |
| Příslušník štábu praporu           | Príslušník štábu práporu             |          |                                          |
| Zástupce velitele praporu          | Zástupca veliteľa práporu            |          |                                          |
| Velitel praporu                    | Veliteľ práporu                      |          |                                          |
| Příslušník okresního štábu         | Príslušník okresného štábu           |          |                                          |
| Náčelník okresního štábu           | Náčelník okresného štábu             |          |                                          |
| Okresní velitel                    | Okresný veliteľ                      |          | Vedoucí tajemník Okresního výboru KSČ    |
| Příslušník krajského štábu         | Príslušník krajského štábu           |          |                                          |
| Náčelník krajského štábu           | Náčelník krajského štábu             |          |                                          |
| Krajský velitel                    | Krajský veliteľ                      |          | Vedoucí tajemník Krajského výboru KSČ    |
| Příslušník národního štábu         | Príslušník národného štábu           |          |                                          |
| Náčelník národního štábu           | Náčelník národného štábu             |          |                                          |
| Národní velitel Lidových milic     | Národný veliteľ Ľudových milícií     |          |                                          |
| Příslušník hlavního štábu LM ČSSR  | Príslušník hlavného štábu ĽM ČSSR    |          |                                          |
| Náčelník hlavního štábu LM ČSSR    | Náčelník hlavného štábu ĽM ČSSR      |          |                                          |
| Hlavní velitel Lidových milic ČSSR | Hlavný veliteľ Ľudových milícií ČSSR |          | Generální tajemník Ústředního výboru KSČ |

## Honorifikační toponyma
Po Lidových milicích byla pojmenována mimo jiné dnešní Legerova ulice v Praze (1978–1990 Lidových milicí), náměstí Lidových milicí v Praze-Vysočanech (dnes náměstí OSN), centrální náměstí v Ostravě (dnes Masarykovo náměstí) nebo např. jedna z hlavních ulic v Prostějově (dnes Dolní ulice).

## Filmografie
- Lidové milice. ČR, 2018. Scénář, režie a kamera Jan Rousek. Dokument České televize. 52 min.[22]
- Lidové milice. Československo, 1970, 14 min. Dokument Československé televize. [Záznam výcviku bojové situace Lidových milic z národního podniku Mars Svratka.][23]